# Jordanita algirica
Jordanita algirica ist ein Schmetterling aus der Familie der Widderchen (Zygaenidae).

## Merkmale
In Marokko zeigt J. algirica eine bemerkenswerte Variabilität, die in Algerien und Tunesien nicht zu finden ist. Darauf basierend wurde für Marokko eine Anzahl von Unterarten beschrieben. Die größten Vertreter stammen aus den nördlichen Gebieten des Mittleren Atlas, die kleinsten Exemplare sind im Anti-Atlas und in Tunesien beheimatet und erinnern in ihrem Erscheinungsbild stark an Jordanita minutissima. Die Variabilität insbesondere bei den Genitalmerkmalen ist aber so groß, dass es ohne bessere Kenntnisse von Biologie und Ökologie nicht gerechtfertigt ist, irgendeiner dieser Populationen einen Unterartstatus zuzugestehen.
Die Falter erreichen eine Vorderflügellänge von 8,1 bis 13,0 Millimeter bei den Männchen und 7,1 bis 12,0 Millimeter bei den Weibchen. Kopf, Thorax, Beine und Abdomen sind goldgrün, grün oder bläulich grün und dicht beschuppt, aber nicht behaart. Die Fühler haben einen dicken Schaft und bestehen aus 33 bis 37 Segmenten. Die Vorderflügeloberseite ähnelt in ihrer Färbung Thorax und Abdomen. Die Hinterflügel sind hellgrau oder grau und transluzent. Die Flügelunterseiten sind hellgrau und haben keine glänzenden Schuppen. 
Bei den Männchen besitzt der Aedeagus einen markanten Cornutus mit scharfer Spitze, welcher in Länge und Form auch innerhalb einer Population variieren kann. Das 8. Abdominalsternit ist in seiner Größe variabel, es erreicht allerdings nie den hinteren Rand des Segments.
Das Ostium der Weibchen ist breit, das trichterförmige Antrum hat eine glatte Oberfläche und ist proximal stark sklerotisiert. Distal ist es gerieft und transluzent. Der Ductus bursae ist sehr kurz, leicht gebogen und transluzent. Das Corpus bursae ist eiformig.
Das Ei ist fahlgelb.
Das erste Raupenstadium (L1) ist grünlich weiß, die weiteren Stadien sind bisher unbekannt. Es wird angenommen, dass die erwachsene Raupe der von Jordanita rungsi ähnelt.
Puppe und Kokon sind bisher unbeschrieben.

### Ähnliche Arten
Im Nordosten Algeriens kommt J. algirica sympatrisch mit Jordanita minutissima vor. Die ähnliche Art ist etwas kleiner und hat kürzere Fühler, obwohl die Anzahl der Fühlersegmente ungefähr gleich ist. Bei den Männchen ist die Form des Cornutus verschieden, bei den Weibchen gibt es keine genitalmorphologischen Unterschiede.
In Marokko kommt im Hohen Atlas Jordanita carolae sympatrisch mit einer ungefähr gleich großen Population von J. algiricae vor. Die ähnliche Art ist bläulich und der Cornutus des Aedeagus ist nicht zugespitzt. Die Sklerotisierung des 8. Sternits reicht bis zum hinteren Rand des Segments, die Morphologie des weiblichen Genitals ist ebenfalls charakteristisch.
Im Mittleren Atlas kommt J. algirica zusammen mit Jordanita rungsi vor. Die ähnliche Art kann anhand der schmaleren, zugespitzteren Vorderflügel und der intensiven Grünfärbung, die einen kräftigeren Schimmer hat, unterschieden werden. Die beiden Arten können genitalmorphologisch unterschieden werden. Bei den Männchen reicht das 8. Sternit bis zum hinteren Rand des Segments.

## Verbreitung
Jordanita algirica ist in Marokko, Algerien und Tunesien verbreitet. Vorkommen in Sizilien wurden nicht bestätigt. Die vertikale Verbreitung erstreckt sich von Meereshöhe in Algerien bis auf 3150 Meter Höhe im Hohen Atlas in Marokko.

## Biologie
Die Art ist an Gebiete mit reichhaltigem Bewuchs der Nahrungspflanze gebunden, dabei handelt es sich hauptsächlich um Hanglagen in Steppen oder Halbwüsten, gelegentlich werden auch trockene Biotope an Straßenrändern besiedelt. In sehr trockenen Gebieten wie im Anti-Atlas kommt die Art nur in den feuchteren Bereichen vor. Die Raupen leben an Carthamus calvus. Die Falter fliegen im Flachland ab April und in bergigen Lagen bis Anfang Juli. Sie  saugen an den gelben Blüten verschiedener Korbblütlerarten (Asteraceae).